# Гумендженци
Гумендженци (единствено число гумендженец, на гръцки: Γουμενισσιώτες, гуменисиотес) са жителите на град Гумендже, Гърция.
Това е списък на най-известните жители на Гумендже.

## Родени в Гумендже
А — Б — В — Г — Д –
Е — Ж — З — И — Й –
К — Л — М — Н — О –
П — Р — С — Т — У –
Ф — Х — Ц — Ч — Ш –
Щ — Ю — Я

### А
- Алеко Пишутов (1918-1947), гръцки комунистически деец и партизанин
- Алеко Зелеников (1920-1948), гръцки комунистически деец и партизанин

### В
- Вангел Дубинов (Дубев, Дубин, 1887 – ?), македоно-одрински опълченец, четата на Ичко Димитров, четата на Иван Пальошев, Първа рота на Четиринадесета воденска дружина[1]
- Вангел Пенов Гологанов (1890 – ?), македоно-одрински опълченец, четата на Гоце Бърдаров[2]
- Вангел Христов (1888 – ?), македоно-одрински опълченец, Първа рота на Четиринадесета воденска дружина[3]
- Васил Шалдев (? – 1946), български общественик и юрист

### Г
- Георги Василевски (1935 – 2009), филмов критик от Северна Македония
- Георги Минев (1892 – ?), македоно-одрински опълченец, Четвърта рота на Пета одринска дружина[4]
- Георги Миндов (1863 – 1924), български преводач
- Георги Пейков (1848 – 1934), български просветен деец
- Георги Вълканов (1891 – 1933), български революционер
- Гоно Азъров (Хазяров, 1876/1892 – ?), български революционер от ВМОРО
- Григор Караколев (1890 – ?), македоно-одрински опълченец, четата на Иван Пальошев[5]
- Григорис Славкос (р. 1971), гръцки писател

### Д
- Димитър Азъров (1880 - след 1943), български революционер
- Димитър Шалдев, български просветен деец
- Димитър Шотев (Шодев, 1877 – ?), македоно-одрински опълченец, четата на Иван Пальошев, четата на Ичко Димитров, Трета рота на Петнадесета щипска дружина[6]
- Дино Карагеоргиев (Диньо, Диме, 1864/1866 – ?), македоно-одрински опълченец, четата на Ичко Димитров, Първа рота на Четиринадесета воденска дружина, Продоволствен транспорт на МОО[7]
- Дино Карагьорчев (1872 – ?), македоно-одрински опълченец, четата на Иван Пальошев[8]

### И
- Иван Алев (1851 – 1919), български лекар и революционер
- Иван Ив. Александров, български революционер от ВМОРО, четник на Аргир Манасиев[9] и на Ефрем Чучков[10]
- Иван Калдиев (1868 – ?), български просветен деец,[11] в 1891 година завършва филология в Софийския университет.[12] учител по български език във Варненската мъжка и девическа гимназия[13]
- Иван Караджов (Караджев, 1870 – 1913), македоно-одрински опълченец, Сборна партизанска рота на МОО, загинал в Междусъюзническата война на 9 юли 1913 година[8]
- Иван Льомчев, български революционер
- Иван Попгеоргиев, гръцки андарт
- Ичко Бойчев (1882 – 1960), български революционер

### Й
- Йоанис Папавасилиу (1870 - ?), гръцки лекар и андарт

### К
- Константин Дзеков (Костадин, 1870 – 1919), деец на ВМОРО, македоно-одрински опълченец, Първа отделна партизанска рота[14]

### М
- Мино Панайотов (1867 – ?), македоно-одрински опълченец, четата на Иван Пальошев, четата на Ичко Димитров, Първа рота на Дванадесета лозенградска дружина, Първа рота на Четиринадесета воденска дружина[15]
- Михаил Чаков (1873 – 1938), български революционер и военен, войвода на ВМОРО, македоно-одрински опълченец

### О
- Олимпия Батанджиева, българска просветна деятелка

### П
- Пейо Яно Мачков, български революционер от ВМОРО, четник на Лука Иванов[16]
- Пено Зайков (? – декември 1943), гръцки комунист, загинал в сражение в Нидже с антикомунистически части[17]
- Петър Несторов Гълъбов, деец на Илинденската организация в Несебър[18]
- Продан Христов (1888 – ?), български революционер от ВМОРО

### Р
- Ристо Менчев (1928 – ?), гръцки и югославски комунистически деец

### Т
- Тане Георгиев (Тано, 1893 – 1913), македоно-одрински опълченец, четата на Иван Пальошев, Сборна партизанска рота на МОО, загинал в Междусъюзническата война на 9 юли 1913 година[19]
- Тодор Хаджимихайлов (1875/1877 – ?), македоно-одрински опълченец, четата на Иван Пальошев, четата на Ичко Димитров, Първа рота на Четиринадесета воденска дружина[20]
- Тома Хр. Бурдев, македоно-одрински опълченец, Петнадесета щипска дружина[21]
- Томо Славков (1920 – 1949), гръцки комунист, член на ЕПОН, през окупацията войник на ЕЛАС, участва в голямата битка при Кукуш в 1944 година, участва в Декемврийските събития в Атина, в 1946 година е в партизанска група в Паяк, сражава се в Пинд, Папинго и Джумерка, в 1948 година е в частта, охраняваща щаба на ДАГ, завършва Военната школа при щаба на ДАГ, загива на Лисец на 11 август 1949 година[22]

### Х
- Харалампи Айдаринов, български просветен деец от средата на XIX век
- Христо Аливантов (? - 1933), български революционер от ВМРО
- Христо Батанджиев (? - 1913), български революционер, основател на ВМОРО
- Христо Белчев (? - 1912), македоно-одрински опълченец, Втора скопска дружина, Четвърта битолска дружина[23][24]
- Христо Божинов (Божанов, 1881 – 1968), македоно-одрински опълченец, четата на Павел Христов, четата на Иван Пальошев, четата на Ичко Димитров, Петнадесета щипска дружина, носител на бронзов медал[25]
- Христо Гюргин (1880 – ?), македоно-одрински опълченец, четата на Иван Пальошев[26]
- Христо Хаджигонин (1880 – ?), македоно-одрински опълченец, Първа рота на Четиринадесета воденска дружина[27]
- Христо (Ичко) Стаменитов, български търговец
- Христо Шалдев (1876 – 1962), български революционер

## Свързани с Гумендже
- Ангелакис Сакеларидис (1856 - 1910), гръцки лекар и ръководител на Гръцката въоръжена пропаганда в Македония за Гумендженско
- Иван Бинчев, български екзархийски свещеник в Гумендже след 1870 година[28]
- Иван Липидов, завършва килийно училище, свещеник в Гумендже между 1864 и 1872 година, отлъчен от Воденския митрополит заради службите му на български език[29]

## Починали в Гумендже
- Яни Пицула (? – 1905), гръцки революционер